# Pique-nique à Hanging Rock (roman)
Pique-nique à Hanging Rock est un roman australien de Joan Lindsay. Le roman, qui se déroule en 1900, raconte la disparition d'un groupe d'étudiantes d'un pensionnat australien lors d'un pique-nique à Hanging Rock, ainsi que des conséquences de ces disparitions sur le pensionnat et la communauté locale. Le roman est publié pour la première fois en Australie en 1967.
Il est considéré par les critiques comme l'un des meilleurs romans australiens. En 2022, le roman est inclus dans le Big Jubilee Read (en), une liste de 70 livres d'auteurs du Commonwealth établie pour célébrer le jubilé de platine d'Élisabeth II.
Le roman a été notamment adapté au cinéma par Peter Weir sous le même titre.
Bien que le roman soit entièrement fictif, il est écrit comme s'il s'agissait d'une histoire vraie, soutenu par des références pseudo-historiques. Sa fin ouverte et énigmatique engendre beaucoup de commentaires de la part des lecteurs et le roman fait désormais partie du patrimoine australien. Lindsay affirme avoir écrit le roman en quatre semaines après avoir rêvé des évènements du livre.

## Résumé

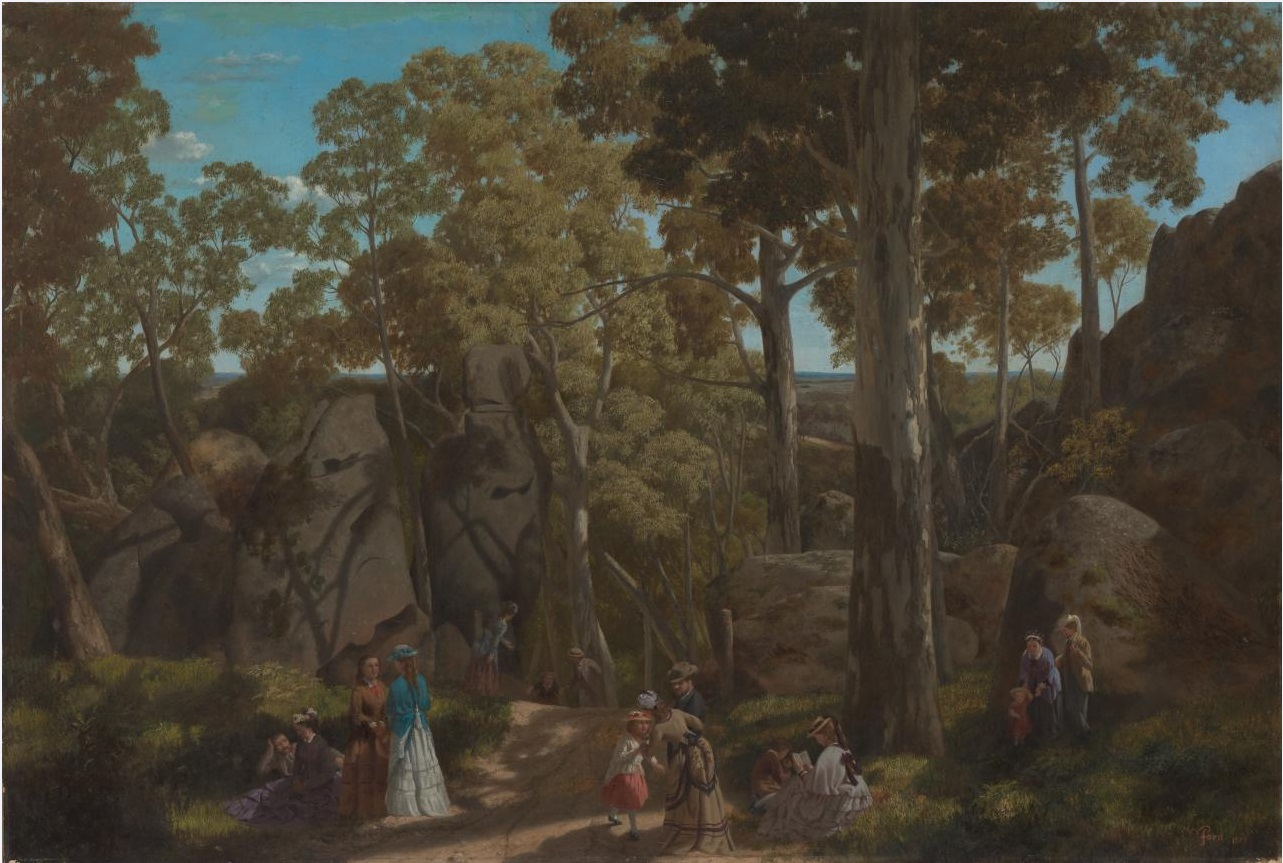
At the Hanging Rock par William Ford (1875).

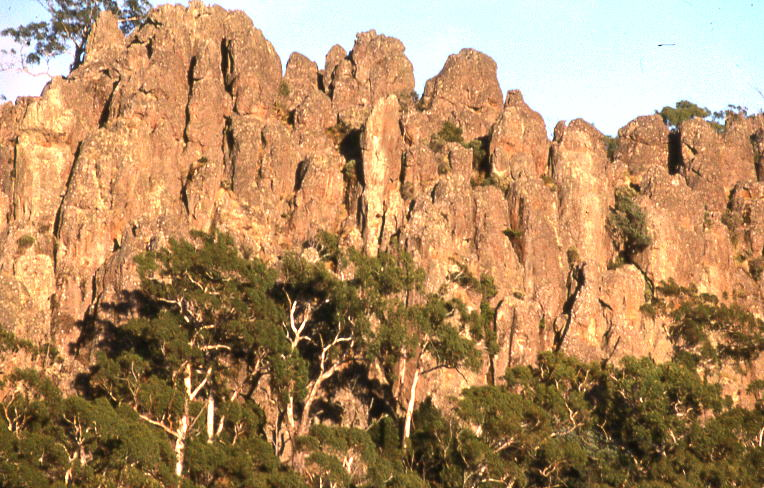
Hanging Rock.

Le roman commence par un bref avant-propos suggérant aux lecteurs de décider si le roman est une fiction ou une réalité.
À Appleyard College, un pensionnat privé pour jeunes filles aisées dirigé par Mrs. Appleyard près de la ville de Mount Macedon, un pique-nique est organisé. Le pique-nique a lieu à Hanging Rock (État de Victoria) le jour de la Saint-Valentin en 1900. Une des étudiantes, Sara, punie par Mrs. Appleyard, n’est pas autorisée à y aller. Miranda, l’amie de Sara, y va sans elle. Une fois arrivées, les étudiantes et leurs accompagnatrices pique-niquent et se détendent. Après le repas, Miranda, suivie de ses camarades Edith, Irma et Marion escaladent le monolithe malgré l’interdiction de le faire. Leur professeur de mathématiques, Greta McCraw les suit à distance. Miranda, Marion et Irma continuent de monter encore plus haut dans le rocher dans un état de transe. Quant à Edith, elle s’enfuit terrorisée et retourne hystérique au pique-nique, complètement désorientée et sans se souvenir de ce qu’il s’est passé. Miss McGraw est également introuvable. Edith se souvient l’avoir vue monter sur le rocher en sous-vêtements. Les étudiantes recherchent leurs trois camarades et leur enseignante mais sans les retrouver.
Ces disparitions suscitent beaucoup d’inquiétudes locales et internationales : le viol, l'enlèvement et le meurtre sont évoqués. Plusieurs fouilles sont organisées autour de Hanging Rock, mais sans résultats. Pendant ce temps, les étudiantes, le personnel du pensionnat, ainsi que les membres de la communauté locale, sont mêlés à des évènements énigmatiques. Un Anglais, Mike Fitzhubert, qui pique-niquait sur le terrain le même jour, se lance également à la recherche des étudiantes. Il découvre sur le rocher Irma, inconsciente et à l'article de la mort. Lors de cette fouille, il est lui aussi retrouvé dans un état second inexplicable, assis sur un rocher avec Irma.
Les parents inquiets commencent à retirer leurs filles du prestigieux pensionnat, incitant divers membres du personnel à partir : l'homme à tout faire et la femme de chambre du collège quittent leur emploi. La professeure de français, Mlle Dianne de Poitiers, annonce qu'elle va se marier et quitte également le collège. Une jeune gouvernante du pensionnat, Dora Lumley, part également avec son frère Reg. Ils meurent ensuite tous les deux dans un incendie d'hôtel. Sara disparait également. Elle est retrouvée quelques jours plus tard, s'étant apparemment suicidée. Mrs. Appleyard, bouleversée par les évènements qui se sont produits, se suicide en sautant d'un sommet de Hanging Rock.
Dans une postface prétendument extraite d'un article de journal de Melbourne de 1913, il est écrit que le pensionnat et le poste de police de Woodend, où étaient conservés les dossiers de l'enquête, ont été détruits par un feu de brousse durant l'été 1901. En 1903, des chasseurs de lapins ont retrouvé sur le rocher un morceau de tissu, qui aurait fait partie de la robe de Miss McCraw. Ni elle, ni les filles n'ont jamais été retrouvées.

## Conception
Lindsay disait avoir eu l'idée du roman après plusieurs rêves. Plusieurs années après la publication du roman, Lindsay racontait son ressenti pendant l'écriture du roman :

« Picnic at Hanging Rock really was an experience to write, because I was just impossible when I was writing it. I just sort of thought about it all night and in the morning I would go straight up and sit on the floor, papers all around me, and just write like a demon! »

— Écrire Pique-Nique à Hanging Rock fut vraiment une expérience, parce que j'étais simplement infernale lorsque je l'écrivais. J'y pensais toute la nuit et au matin au lever, je m'asseyais par terre, entourée de papier, et j'écrivais comme un démon!
Le roman est écrit en deux semaines dans sa maison de Mulberry Hill (en) à Baxter (en) près de Melbourne. Pour le titre du roman, Linsay s'est souvenu du tableau At the Hanging Rock de William Ford qui était accroché dans le bureau de son mari au musée national du Victoria.

## Rapport au réel

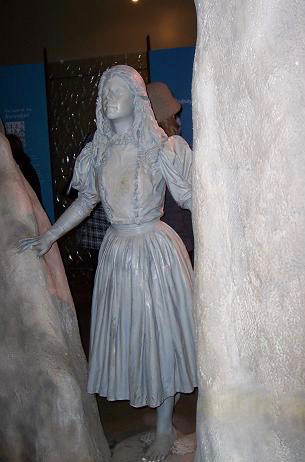
Statue du personnage de Miranda au centre d'information de Hanging Rock.

Pique-nique à Hanging Rock se présente sous la forme d'une histoire vraie, en se commençant et se terminant par un prologue et un épilogue pseudo-historiques, renforçant le mystère qui a suscité un intérêt critique et public significatif depuis sa publication en 1967.
Joan Lindsay n’a jamais voulu dissiper le mythe si l'histoire est vraie ou non, soit en refusant dans de nombreuses interviews de confirmer s'il s'agissait entièrement de fiction, soit en laissant entendre que certaines parties du livre étaient fictives et que d'autres ne l'étaient pas. 
Lors d’une interview de 1974 à la question de savoir si le roman est basé sur la vérité ou non, Lindsay a répondu : 

« Well, it was written as a mystery and it remains a mystery. If you can draw your own conclusions, that's fine, but I don't think that it matters. I wrote that book as a sort of atmosphere of a place, and it was like dropping a stone into the water. I felt that story, if you call it a story—that the thing that happened on St. Valentine's Day went on spreading, out and out and out, in circles. »

— Eh bien, le roman a été écrit comme un mystère et cela reste un mystère. Si vous pouvez tirer vos propres conclusions, c'est bien, mais je ne pense pas que cela importe. J'ai écrit ce livre comme une sorte d'atmosphère d'un lieu, et c'était comme si je lançais une pierre dans l'eau. J'ai ressenti cette histoire, si vous l'appelez une histoire – et ce qu'il s'est passé à la Saint-Valentin a continué à se répandre en cercles de plus en plus grands.
Bien que Hanging Rock et les  villes mentionnées près de Mount Macedon soient des lieux existants, l'histoire est fictive. Par exemple, la Saint-Valentin de l'année 1900 a eu lieu un mercredi et non un samedi ; de même, le dimanche de Pâques 1900 était le 15 avril, et non le 29 mars 1900 comme dans le roman. 
L’Appleyard College est en partie basé sur l’école pour filles Clyde School à St Kilda East (en) que Joan Lindsay a fréquentée durant son adolescence. Incidemment, en 1919, cette école a été transférée dans la ville de Woodend, à environ 8 km au sud-ouest de Hanging Rock. Dans le roman, le site de l’Appleyard College est situé à l'est du Mount Macedon, soit à environ 6 km au sud de Woodend. Le trajet total jusqu'à Hanging Rock est d'environ 12 km.
Le  mystère non-résolu des disparitions du roman a été si marquant pour le public qu'un livre d’Yvonne Rousseau, intitulé The Murders at Hanging Rock, présentant des possibles solutions a été publié en 1980.

## Adaptations

### Film
La première adaptation du roman est réalisée par Tony Ingram, un cinéaste de quatorze ans, qui obtient le droit d'adapter le livre de Joan Lindsay (sous le titre The Day of Saint Valentine). Cependant seulement dix minutes furent tournées avant que Peter Weir n'obtienne les droits pour son long-métrage sorti en 1975.

### Mini-série
En 2016, une mini-série, Picnic at Hanging Rock (en), écrite par Beatrix Christian et Alice Addison est produite. Elle est diffusée sur Canal+ en 2018.

### Radio
Une forme abrégée du livre a été lue par l'actrice néo-zélandaise Lisa Harrow (en) sur BBC Radio Four en 1996. En 2010, BBC Radio 4 a diffusé une adaptation radio.

### Théâtre
Le livre a été adapté par la dramaturge Laura Annawyn Shamas en 1987. Par la suite, il a eu de nombreuses productions aux États-Unis, au Canada et en Australie. Il y a aussi eu des adaptations musicales du roman.